# Enoplotrupes chaslei
Enoplotrupes chaslei är en skalbaggsart som beskrevs av Leon Fairmaire 1886. Enoplotrupes chaslei ingår i släktet Enoplotrupes och familjen tordyvlar. Inga underarter finns listade i Catalogue of Life.